# ヘルムート・コール
ヘルムート・ヨーゼフ・ミヒャエル・コール（Helmut Josef Michael Kohl、1930年4月3日 - 2017年6月16日）は、ドイツ（旧西ドイツ）の政治家。1982年から1998年までの16年にわたって首相を務めた彼は、冷戦終結の波に乗り、1990年に東西に分裂していたドイツの再統一を成し遂げ、時の人となった。

## 来歴

### CDU党首への道
1930年4月3日、ドイツのバイエルン州、プファルツ地方のルートヴィヒスハーフェン・アム・ライン（現在はラインラント＝プファルツ州）に、バイエルンの財務官吏の3番目の子としてカトリック教徒の家庭に生まれた。兄の一人であるヴァルターは1944年11月にドイツ国内で空襲を受けて戦死するが、コール自身は戦争末期にヒトラーユーゲントで軍事教練を受け、ドイツ空軍の対空砲補助員として徴集されたものの、生年のわずかな差が影響して戦闘には参加しなかった。早くもギムナジウム在校中の1946年にキリスト教民主同盟（CDU）に入党した。その後1950年から、フランクフルト大学およびハイデルベルク大学で法学・歴史学・政治学を学び、1956年から同大学で助手を務めて1958年に「プファルツにおける政治変遷と政党の再建」という論文で博士号を取得する。翌年鉄工所の経営や産業団体の顧問を務め、1948年からの知り合いだったハンネローレ・レンナーと結婚する。2人は2男をもうけた。

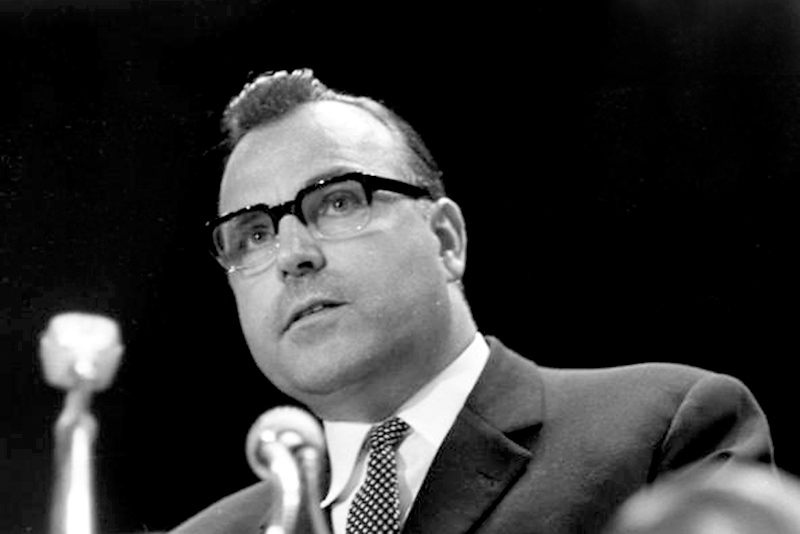
コール（1969年）

コールはCDUの青年団組織 Junge Union （JU）の地元での設立にかかわり（1947年）、在学中の1953年に党の州支部事務局に加入した。1954年には州のJU副代表、翌年州の党執行部委員に就任した。1959年には地元ルートヴィヒスハーフェン郡の党代表となり、翌年ルートヴィヒスハーフェン市議会の党議員団長。1963年からラインラント＝プファルツ州議会の党幹事長。1966年、党の州支部代表に就任し、同時に党の連邦代表委員の一人となる。1969年5月19日にラインラント・プファルツ州首相に就任し、CDU副党首となる。州首相として郡の再編成とトリーア大学・カイザースラウテルン技術大学の創建にかかわった。彼の地元での有力支持勢力は産業界であった。
1971年、クルト・ゲオルク・キージンガーの後継党首選挙に挑むが、ライナー・バルツェルに敗れた。しかしバルツェルは1972年にドイツ社会民主党（SPD）の連邦首相ヴィリー・ブラントに対する建設的不信任案決議が不成立となったことからその威信は著しく低下し、翌年コールが党首に就任した。1976年、初めてドイツ連邦議会選挙に首相候補として挑み、得票率48.6％の好成績を収めて第一党となるが、SPDと自由民主党（FDP）の連立政権からの政権奪取はならなかった。この選挙でコールは連邦議会議員に転じて議員団長となり、州首相を辞任した。1980年の連邦議会選挙では、経験に勝る姉妹政党キリスト教社会同盟（CSU）のフランツ・ヨーゼフ・シュトラウス党首に首相候補の座を譲る忍従を強いられたが、この選挙でもCDU・CSUは勝てなかった。

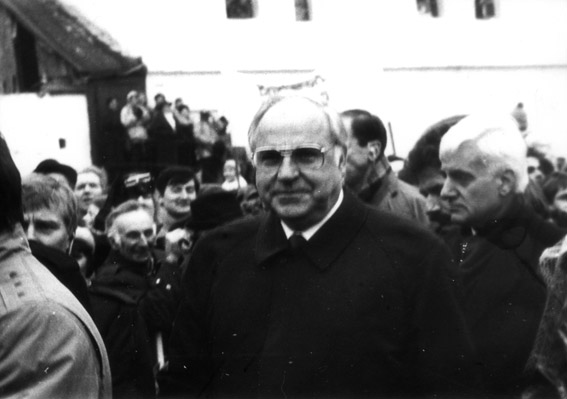
1989年11月、ポーランドを訪問しドイツ系住民に歓迎されるコール。このポーランド訪問中にベルリンの壁崩壊がおき、急遽ベルリンへ向かうことになる。

### 連邦首相に
ところが1982年9月、財政再建・新自由主義を取るか社会保障・社会民主主義を取るかで与党FDPとSPDが決裂。コールはすかさずFDPと連立協議し、10月1日にヘルムート・シュミット首相に対する建設的不信任決議案を提出。この案にFDPが同調してシュミットの罷免とコールの第6代連邦首相就任が決まった。建設的不信任決議案が提出されたのは2度目だが（既述）、可決したのは今のところこれが唯一の例である。副首相兼外相にはシュミット政権時代同様、連立与党FDPのハンス・ディートリヒ・ゲンシャーがおさまった。しかしこのようなやり方で政権を奪取したうえ、長らく地方政界にあり、前任者のブラントやシュミットと比較して国際政治に通暁していないとしてコールの手腕を不安視する向きもあった。このためコールは政権発足後の1982年12月に内閣信任決議案を提出、これを与党議員の欠席で意図的に否決させることで、大統領の議会解散令を引き出した。総選挙は1983年3月に実施され、連立与党が勝利を収め、ようやく政権は安定した。
コールが最初に取り組んだのは、ワルシャワ条約機構に対しての抑止力となるNATOの軍事力強化（ミサイル配備）で、国内での平和運動が盛んになる中、これを実行した。隣国フランスとの同盟強化にも努め、1984年にはフランス大統領フランソワ・ミッテランと共に第一次世界大戦の激戦地ヴェルダンを訪問し、二人で手を繋いで戦死者を鎮魂し両国の友好を誓った。この姿は独仏関係の新時代を象徴するものとして有名であり、のちに独仏連合部隊や独仏共同テレビ局アルテの創設、さらにはマーストリヒト条約締結や欧州共同通貨ユーロ導入での「独仏枢軸」と呼ばれる緊密な協力関係へと繋がっていく。アメリカとの友好にも努め、1985年にはロナルド・レーガン大統領と共に第二次世界大戦の米独両軍の戦死者が眠るビットブルク墓地に献花したが、この墓地にはナチスの武装親衛隊員も葬られていたため、批判する声もあった（ビットブルク論争、de:Bitburg-Kontroverse）。
内政では、FDPとの連立ということもあり、当時の先進国首脳だったマーガレット・サッチャー首相や、中曽根康弘首相、ロナルド・レーガンに近い政策であるといわれている。ただしイギリスやアメリカに比べドイツでは伝統的に社会民主主義が強いので、それへの配慮もあった。1987年の連邦議会選挙にも勝利して、コール政権は3期目に入る。

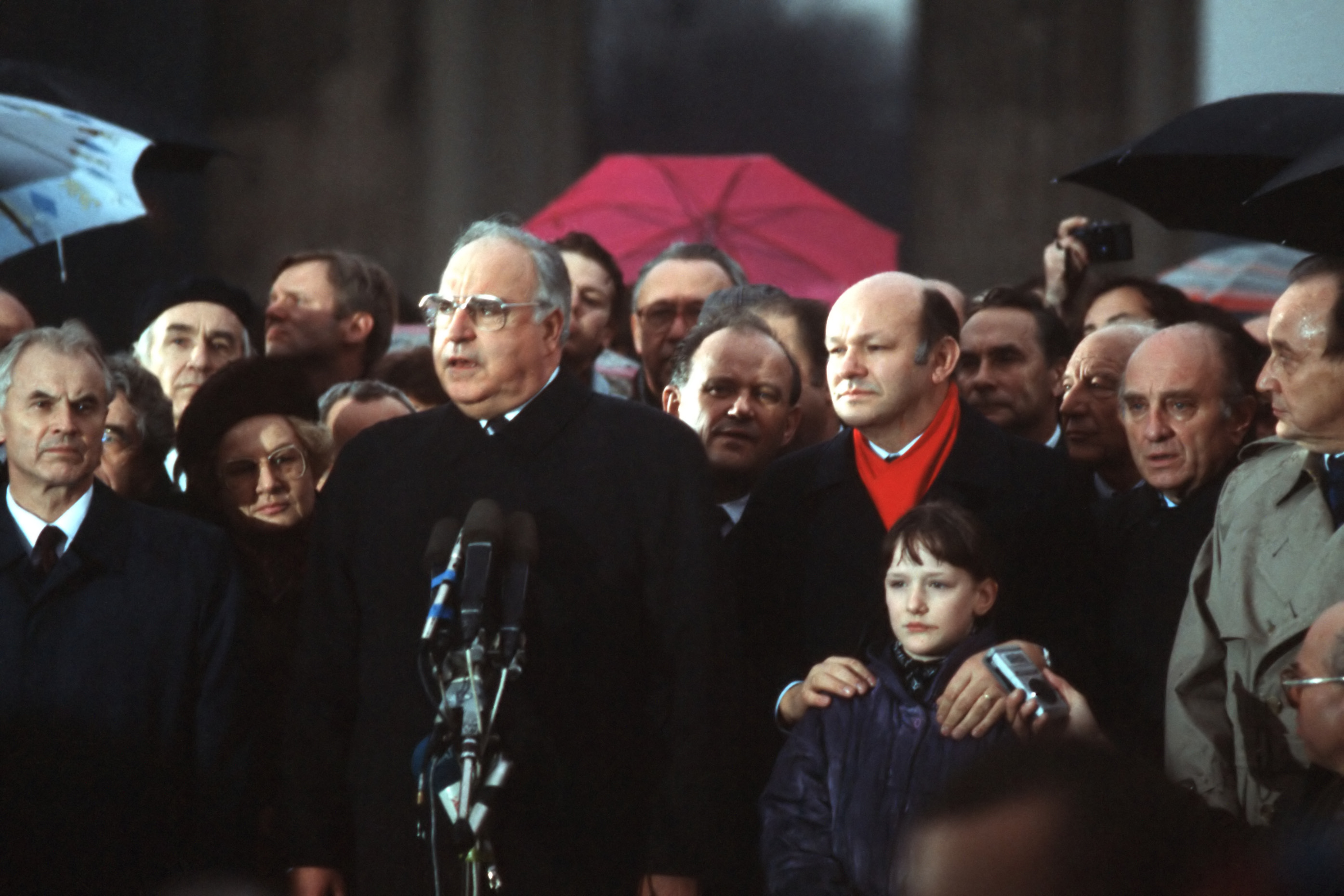
1989年12月22日、ブランデンブルク門が開放された日のコール（中央左）と東ドイツ閣僚評議会議長ハンス・モドロウ（左端）、西ベルリン市長ヴァルター・モンパー（中央右）

### ドイツ再統一
コールの最大の政治的業績は、一連の東欧革命の中、1989年11月9日のベルリンの壁崩壊によって始まったドイツの再統一である。ヨーロッパでは、二度の世界大戦の経験から、中欧に統一されたドイツの誕生を警戒する声もあった。また、西ドイツ国内を中心に経済的に格差のある東ドイツを吸収することに対する負担の大きさを危惧する意見も多かった。しかし、コールはドイツ統一の好機を逃すことの不利を説き、一気に統一を推進した。コールはヨーロッパ統合推進派として、統一ドイツをヨーロッパ連合及び、NATOの枠内に位置づけすることで、旧連合国の米英仏ソといった各国首脳の合意を得ることに成功した。1990年10月3日、歓喜の中ドイツは再統一された。
ドイツ統一の立役者として、コールの政治的威信は頂点に達した。統一後初めて行われた1990年の連邦議会選挙にも勝利し、コール政権は4期目を迎えた。しかし国民の興奮が冷めると、統一前のコールの説明と異なり、統一の困難な現実が明らかとなる。とりわけ、コールのドイツ統一過程における経済運営は、いくつかの問題が指摘された。たとえばコラムニストのオーラフ・ストーベックは、その点について以下のように述べている。
1994年の連邦議会選挙に辛勝して5期目を迎え、1996年には初代連邦首相アデナウアーの在任14年を抜いた。この間、ボスニア紛争でドイツ連邦軍にとって初の域外における戦闘行動への関与を行った。このような国外派兵と武力行使についてはドイツ国内で激しい論争の対象となるものちに連邦憲法裁判所の合憲判決まで至り、その後もドイツ軍を積極的に派兵した。しかし、コール政権に対する国民の飽きは覆うべくもなく、地方議会選挙でSPDに負け続けて連邦参議院では与野党の勢力が逆転した。党内からのヴォルフガング・ショイブレらの突き上げにもかかわらず、コールは首相と党首の座にしがみ付き続け、少なくとも2002年までは党首を続けると宣言して周囲を呆れさせた。その結果1998年の連邦議会選挙に大敗して退陣を余儀なくされた。首相在任16年は、オットー・フォン・ビスマルク以来の在任期間記録である。

### 闇献金疑惑・余生

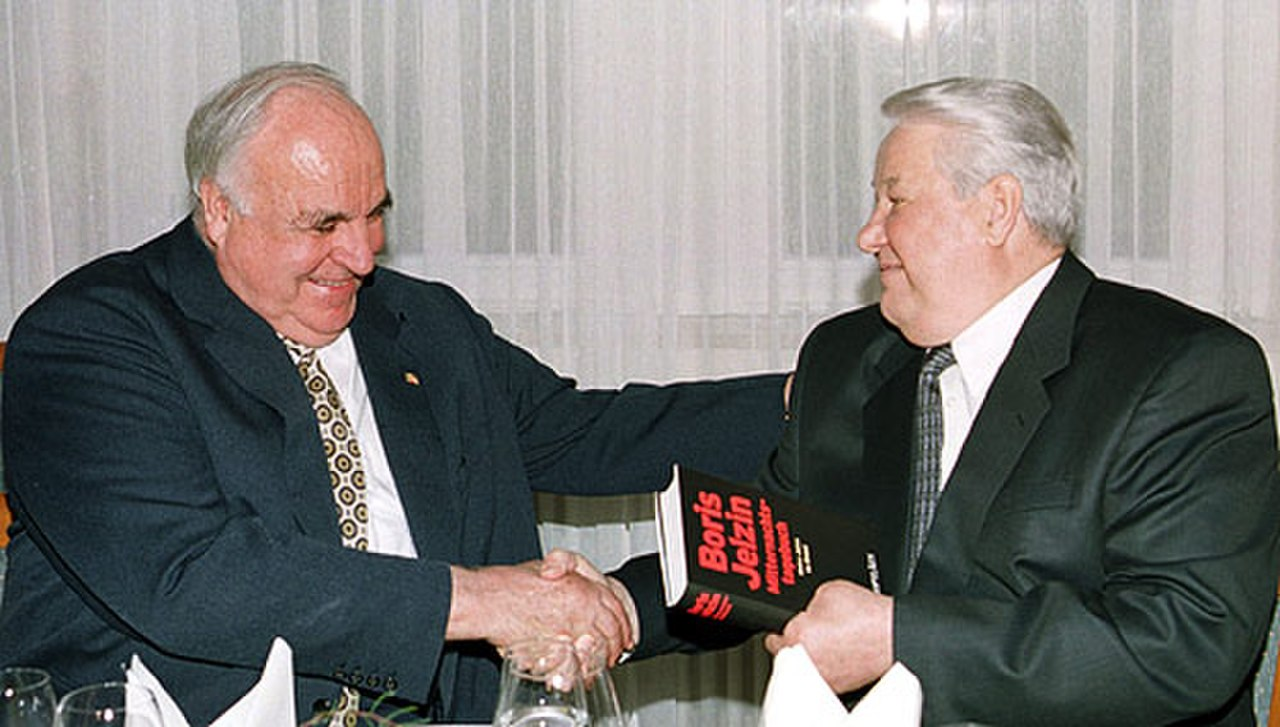
ロシア大統領ボリス・エリツィンと会見するコール（2000年10月、フランクフルト・ブックフェアにて）

首相退任直後、敗北の責任を取って四半世紀にわたって務めたCDU党首も辞任した。しかし追い打ちをかけるように、1999年にはコール自身が受け取り署名した200万ドイツマルクの政治献金の出所が不明瞭であることが発覚。CDUがコールの指示の下、不法な政治資金を調達し証拠を隠滅した疑惑が発覚し、ドイツ統一の功労者としての立場も一転して地に墜ちた。連邦議会には調査委員会が設置され、コールは2000年1月18日に名誉党首を辞任した。同年、ボン地検は特別背任罪でコールやその懐刀とされていたヴォルフガング・ショイブレ党首、フォルカー・リューエ元国防相などの捜査に本格的に着手する。同年3月16日には連邦議会で証人喚問が開始され、その後も数回にわたりコールやショイブレに対し喚問が継続されるが決定打には結びつかなかった。翌2001年2月8日、ボン地検は罰金30万マルクをコールが支払ったことで立件を断念する。更に、翌2002年7月4日にはベルリン行政裁が、闇献金疑惑について旧東ドイツの諜報機関・シュタージが収集していた情報の公開をプライバシー保護を理由に差し止めたことにより、同事件は幕引きとなる。2002年秋の連邦議会選挙に出馬せず、政界を完全に引退した。ただ2002年に行われたハンガリーの総選挙では当時のオルバーン・ヴィクトル首相の応援に駆けつけている。
2001年7月5日には、長年連れ添った夫人・ハンネローレが「太陽アレルギー」という現代医学では治療が不可能な難病を苦に自殺（68歳）。前日には闇献金事件が事実上幕引きとなっており、夫の無実を見届けた、いわば、覚悟の自殺であった。かつての栄光に比して、コールの晩年は全く寂しいものとなっている。その後は回顧録を執筆。2004年12月のスマトラ沖地震による大津波災害の際には偶然スリランカでバカンス中で、スリランカ軍のヘリコプターで救助されたというニュースで久々に人々の注目となった。
2008年2月に自宅で転倒し頭部と脚を負傷したことで療養生活に入る。同年5月にかねて交際していた35歳年下のマイケ・リヒター（Maike Richter）と結婚した。同年、亡き前妻の名を冠した財団を設立。ベルリンの壁崩壊20周年を迎えた2009年11月、ブッシュ元大統領やゴルバチョフ元大統領との会見には出席したものの、政府主催の記念式典には出席しなかった。公式には健康が優れないためとされているが、政府専用機の使用を断られたのを不満に思い出席しなかったとも報道されている。
2010年10月3日にベルリンで開かれたドイツ再統一20周年記念式典には車椅子姿で出席した。

### 死去
2017年6月16日死去。87歳没。
CDUの党首を引き継いだメルケル首相は「コール氏は偉大なドイツ人であり、偉大なヨーロッパ人だった」「彼は、ドイツ統一とヨーロッパ統合というドイツにとって、過去数十年最も重要だった2つの課題に懸命に取り組んだ」「私の人生にも決定的な影響を与えた」と述べ、その業績をたたえ感謝の気持ちを示した。フランスのマクロン大統領は声明を発表し、「フランスのミッテラン元大統領とともにドイツ統一を主導し、ヨーロッパの統合を推し進めた」「自由な移動や単一通貨などの業績は、コール氏に負うところが大きい」として、その功績をたたえた。アメリカのトランプ大統領は「ドイツの現代史で最も長く首相を務めたコール氏は、アメリカの友人であり盟友であった。ドイツ統一の父であるだけでなく、アメリカとヨーロッパの関係の推進役でもあった」と業績をたたえた。中曽根元首相は「大きな体でにこやかに話すコール元首相の姿が懐かしく思い出される。互いの立場を超えて親交をいただいた」「西側諸国が団結し、東西冷戦の終結とともに東西ドイツの統一が実現したことは、コール氏の指導力と判断、そして何よりその果断な行動力がもたらしたものだ」「深甚なる敬意を表し、心からのご冥福をお祈りする」などとしたコメントを発表。欧州委員会のユンケル委員長は「コール元首相の訃報に深く傷ついた。私の師であり、友人であり、ヨーロッパの本質でもあった」と死を惜しみ、「コール元首相は東西の間に橋をかけただけでなく、ヨーロッパの未来に向け、よりよい青写真を描き続けた。単一通貨のユーロはコール元首相なしでは、なしえなかった」として、EUの統合の基礎を築いた功績をたたえた。ブリュッセルにあるEUの本部では、コール元首相の死去の知らせを受けて半旗が掲げられた。同じ時期の1989年から4年間、任期を務めたアメリカのブッシュ元大統領は「コール元首相は、第二次世界大戦後のヨーロッパで最も偉大な指導者の1人だった」「ドイツの統一は、私にとっても人生で最大の喜びの一つとなっている」と述べ、コールの功績をたたえた。

## 表彰
内外の大学の名誉博士号多数。1988年、独仏友好関係推進の功によりフランスのミッテラン大統領と共にアーヘン市よりカール大帝賞を授与。1999年、大統領自由勲章（アメリカ）。ドイツ連邦共和国功労勲章特装大十字章。特に特装大十字章は国家元首である大統領以外に与えられる最高位の勲章であり、授与されたのはコンラート・アデナウアー以来二人目である（のちにアンゲラ・メルケルも受賞）。
2007年初め、欧州委員会委員長ジョゼ・マヌエル・ドゥラン・バローゾは、ヨーロッパ統合の功労者としてコールとミハイル・ゴルバチョフ元ソ連大統領の両名にノーベル平和賞が授与されるべきだ、と発言した。

## 語録・その他

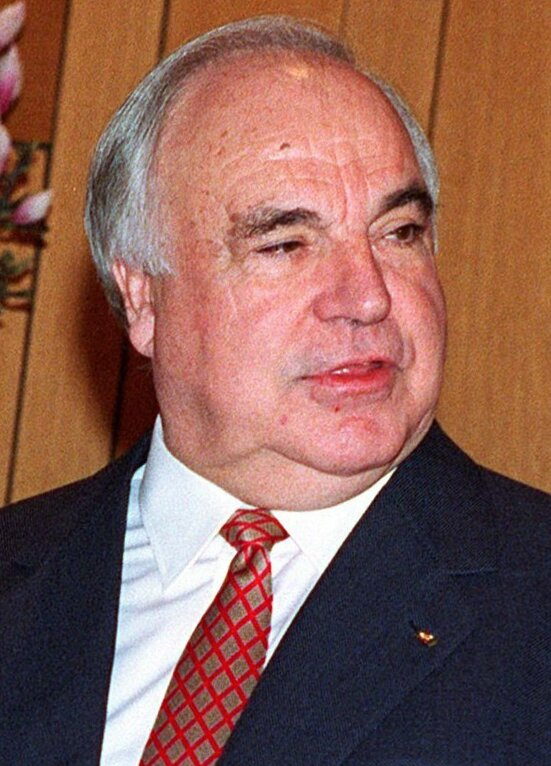
コール（1997年3月5日）

- 「我々は失業率とドイツに住む外国人を半分にします！」（1983年の選挙演説にて）
- 「今後ドイツの地からは、平和のみが広まるべきだ」（1989年12月19日、東ドイツのドレスデンにて）
- 「成功した産業国家、すなわち未来ある国家たるものは、テーマパークのように組織されてはならない」（1993年、労働と休暇時間についての政府声明）
- 「それは古典的なジャーナリスト的主張ですな。それは正しい （richtig）が、真実（Wahrheit）ではない」（1994年、テレビ出演での発言）
- 「昨日の理想主義者は今日の現実主義者になる」（1998年、「ディー・ツァイト」紙上でのヘルムート・シュミットとの論争）
- 「ドイツの統一とヨーロッパの統合は、メダルの両面のようなものである」（2002年、CDU党大会での締めくくりの言葉）
- 「（もしやり直せるならば）かつて私がやって来たことを再び同じようにやるだろう、とは私には言えない。なぜならその道は上り下りが激しく、時に誤りさえあったのだから」（2007年、インタビューで）
- 在任中は政治的・非政治的なさまざまなメディアに揶揄されたが、とりわけその太りすぎの体（その体重はドイツの最高機密と皮肉られた）と田舎臭い訛り（schの音をchと発音）、学歴の割に拙い外国語などがからかいの対象になった。とりわけ有名になったのが風刺雑誌「Titanic（ドイツ語版）」に掲載された風刺画で、彼の顔を西洋ナシに見立てたものだった。水っぽい西洋ナシ（ドイツ語でBirne）は「間抜け」という意味合いもあるので、"Birne" という語はコールの代名詞のようになっていた。ドイツ統一でコールの威信が上がるとそのような風刺は鳴りをひそめていたが、政権末期には再び見られるようになった。
- 元フランス大統領フランソワ・ミッテランが癌で死亡した際、パリで行われた追悼ミサにて人目をはばからずに涙し、死を大変悲しんだ。ヤーセル・アラファートやボリス・エリツィン、フィデル・カストロ、チャールズ3世（当時皇太子）なども出席はしていたが、誰も涙を見せようとはしなかった。
- 不正献金疑惑を厳しく追及したメルケルとは不仲になり、メルケルが中東などからの難民に国境を開放したことを受け、2016年に出版した著書で「欧州は、世界中で困難に直面する数百万人の新たな故郷とはなり得ない」と名指しを避けて批判した[1]。

## 閣僚名簿

### 第1次コール内閣
1982年10月4日 - 1983年5月29日
- 首相 - ヘルムート・コール (CDU (キリスト教民主同盟))
- 副首相兼外相 - ハンス・ディートリヒ・ゲンシャー (FDP)
- 国防相 - マンフレート・ヴェルナー (CDU)
- 内相 - フリードリヒ・ツィンマーマン (CSU)
- 蔵相 - ゲルハルト・シュトルテンベルク (CDU)
- 法相 - ハンス・エンゲルハルト (FDP)
- 経済相 - オットー・グラーフ・ラムスドルフ (FDP)
- 労働社会問題相 - ノルベルト・ブリューム (CDU)
- 食糧農業森林相 - ヨーゼフ・エルトル (FDP)
- 運輸相 - ヴェルナー・ドーリンガー (CSU)
- 建設相 - オスカー・シュナイダー (CSU)
- 青年・家族・保健（厚生）相 - ハイナー・ガイスラー (CDU)
- 研究（調査）技術相 - ハインツ・リーゼンフーバー (CDU)
- 教育科学相 - ドロシー・ヴィルムス (CDU)
- 経済協力相 - ユルゲン・ヴァルンケ (CSU)
- 郵政コミュニケーション相 - クリスティアン・シュヴァルツ＝シリンク (CDU)
- ドイツ問題相 - ライナー・バルツェル (CDU)

### 第2次コール内閣
1983年5月29日 - 1987年5月11日
- 首相 - ヘルムート・コール (CDU)
- 副首相兼外相 - ハンス・ディートリッヒ・ゲンシャー (FDP)
- 国防相 - マンフレート・ヴェルナー (CDU)
- 内相 - フリードリヒ・ツィンマーマン (CSU)
- 蔵相 - ゲルハルト・シュトルテンベルク (CDU)
- 法相 - ハンス・エンゲルハルト (FDP)
- 経済相 - オットー・グラーフ・ラムスドルフ (FDP)／マルティン・バンゲマン (FDP)（1984年6月27日から）
- 労働社会問題相 - ノルベルト・ブリューム (CDU)
- 食糧農業森林相 - イグナッツ・キーヒェル (CSU)
- 運輸相 - ヴェルナー・ドーリンガー (CSU)
- 建設相 - オスカー・シュナイダー (CSU)
- 青年・家族・保健相 - ハイナー・ガイスラー (CDU)／リタ・ジュースムート (CDU) （1985年9月26日から。1986年6月6日から、青年・家族・婦人・保健相）
- 研究技術相 - ハインツ・リーゼンフーバー (CDU)
- 教育科学相 - ドロシー・ヴィルムス (CDU)
- 経済協力相 - ユルゲン・ヴァルンケ (CSU)
- 郵政コミュニケーション相 - クリスティアン・シュヴァルツ＝シリンク (CDU)
- ドイツ問題相 - ハインリヒ・ヴィンデーレン (CDU)
- 環境・自然保護・原子力安全相（1986年6月6日新設） -  ヴァルター・ヴァルマン
- 無任所特命相 - ヴォルフガング・ショイブレ（1984年11月15日から）

### 第3次コール内閣
1987年5月12日 - 1991年1月17日
- 首相 － ヘルムート・コール (CDU)
- 副首相兼外相 － ハンス・ディートリッヒ・ゲンシャー (FDP)
- 国防相 － マンフレート・ヴェルナー (CDU)／ルパート・ショルツ (CDU) （1988年5月18日から）／ゲルハルト・シュトルテンベルク (CDU) 1989年4月21日から）
- 内相 － フリードリヒ・ツィンマーマン (CSU)／ヴォルフガング・ショイブレ (CDU)（1989年4月21日から）
- 蔵相 － ゲルハルト・シュトルテンベルク (CDU)／テオドール・ヴァイゲル(CSU)  （1989年4月21日から）
- 法相 － ハンス・エンゲルハルト (FDP)
- 経済相 － マルティン・バンゲマン (FDP)／ヘルムート・ハウスマン (FDP) （1988年12月9日から）
- 労働社会問題相 － ノルベルト・ブリューム (CDU)
- 食糧農業森林相 － イグナッツ・キーヒェル (CSU)
- 運輸相 － ユルゲン・ヴァルンケ (CSU)／フリードリヒ・ツィンマーマン (CSU)（1989年4月21日から）
- 建設相 － オスカー・シュナイダー (CSU)／ゲルダ・ハッセルフェルト (CSU))（1989年4月21日から）
- 青年・家族・婦人・保健相 － リタ・ジュースムート (CDU)
- 研究技術相 － ハインツ・リーゼンフーバー (CDU)
- 教育科学相 － ユルゲン・メレマン (FDP)
- 経済協力相 － ハンス・クライン (CSU)／ユルゲン・ヴァルンケ(CSU)（1989年4月21日から）
- 環境・自然保護、原子力安全相 － ヴァルター・ヴァルマン (CDU)／クラウス・ケプファー (CDU)（1987年4月22日から）
- 無任所相 － ヴォルフガング・ショイブレ (CDU)
- 郵政コミュニケーション相 － クリスティアン・シュヴァルツ＝シリンク (CDU)
- ドイツ問題相 － ドロシー・ヴィルムス (CDU)
- 無任所相 － ハンス・クライン(CSU) （1989年4月21日から）
- 無任所相 － ルドルフ・ザイタース (CDU)（1989年4月21日から）
- 無任所相（以下の5人は旧東独閣僚） - ロタール・デメジエール (CDU)（（1990年10月3日から1990年12月19日まで）, ザビーネ・ベルクマン＝ポール (CDU), ギュンター・クラウス (CDU), ライナー・オルトレープ (FDP), ハンス・ヨアヒム・ワルター (ドイツ社会同盟・DSU)（1990年10月3日から）

### 第4次コール内閣
1991年1月18日 - 1994年11月15日
- 首相 － ヘルムート・コール (CDU)
- 副首相兼外相 － ハンス・ディートリッヒ・ゲンシャー (FDP)（1992年5月18日まで）
- 副首相 － ユルゲン・メレマン (FDP)（1992年5月18日から）
- 外相 － クラウス・キンケル (FDP)（1992年5月18日から、1993年1月21日からは副首相兼務）
- 国防相 － ゲルハルト・シュトルテンベルク (CDU)／フォルカー・リューエ (CDU)（1992年4月1日から）
- 内相 － ヴォルフガング・ショイブレ (CDU)／ルドルフ・ザイタース (CDU)（ 1991年11月26日から）／マンフレート・カンター (CDU)（1993年7月7日から）
- 蔵相 － テオ・ヴァイゲル (CSU)
- 法相 － クラウス・キンケル (FDP)／ザビーネ・ロイトホイサー＝シュナレンベルガー (FDP)（1992年5月18日から）
- 経済相 － ユルゲン・メレマン (FDP)／ギュンター・レックスロート (FDP)（1993年1月21日から）
- 労働社会問題相 － ノルベルト・ブリューム (CDU)
- 食糧・農業・森林相 － イグナッツ・キーヒェル (CSU)／ヨッヒェン・ボルヒャート (CDU)（1993年1月21日から）
- 運輸相 － ギュンター・クラウス (CDU)／マティアス・ヴィスマン (CDU) （1993年5月13日から）
- 建設相 － イルムガルド・アダム・シュヴァイツアー (CSU)
- 家族・高齢者相 － ハンネローレ・レンシュ (CDU)
- 婦人・青年相 － アンゲラ・メルケル (CDU)
- 保健相（厚相） － ゲルダ・ハッセルフェルト (CDU)／ホルスト・ゼーホーファー (CSU)（1992年5月6日から）
- 研究技術相 － ハインツ・リーゼンフーバー (CDU)／マティアス・ヴィスマン (CDU) （1993年1月21日から）／パウル・クリューガー (CDU) （1993年5月13日から）
- 教育科学相 － ライナー・オルトレープ (FDP)／カール・ハンス・ラエルマン (FDP) （1994年2月4日から）
- 経済協力相 － カール・ディーター・シュプランガー (CSU))（1993年1月21日から、経済協力開発相）
- 環境・自然保護・原子力安全相 － クラウス・テプファー (CDU)
- 無任所特命相 － ルドルフ・ザイタース (CDU)／フリードリヒ・ボール (CDU)（1991年11月26日から）
- 郵政コミュニケーション相 － クリスティアン・シュヴァルツ＝シリンク (CDU)／ヴォルフガング・ベッシュ (CSU)（1992年12月17日から）

### 第5次コール内閣
1994年11月15日 - 1998年10月27日
- 首相 － ヘルムート・コール (CDU)
- 副首相兼外相 － クラウス・キンケル (FDP)
- 国防相 － フォルカー・リューエ (CDU)
- 内相 － マンフレート・カンター (CDU)
- 蔵相 － テオ・ヴァイゲル (CSU)
- 法相 － ザビーネ・ロイトホイサー＝シュナレンベルガー (FDP)／エドザルド・シュミット＝ヨルトジーク (FDP)（1996年1月17日から）
- 経済相 － ギュンター・レックスロート (FDP)
- 労働社会問題相 － ノルベルト・ブリューム (CDU)
- 食糧・農業・森林相 － ヨッヒェン・ボルヒャート (CDU)
- 運輸相 － マティアス・ヴィスマン (CDU)
- 建設相 － クラウス・テップファー (CDU)／ エドワルド・オスヴァルド（1998年1月14日から）
- 家庭・高齢者・婦人・青年相 － クラウディア・ノルテ (CDU)
- 保健相 － ホルスト・ゼーホファー (CSU)
- 教育・科学・研究・技術相 － ユルゲン・リュットガース (CDU)
- 経済協力開発相 － カール・ディーター・シュプランガー (CSU)
- 環境・自然保護・原子力安全相 － アンゲラ・メルケル (CDU)
- 無任所特命相 － フリードリヒ・ボール (CDU)
- 郵政コミュニケーション相 － ヴォルフガング・ベッシュ (CSU)（1997年12月31日まで）

## 親族
前妻のハンネローレ（Hannelore Kohl, 1933年 - 2001年）は15歳でコールと知り合い、20歳で婚約、コールの収入が安定した1960年に結婚。父親はナチ党員としてフーゴ・シュナイダー社 (HASAG) の経営幹部となり、パンツァーファウスト製造などに関わった。敗戦後、占領期ドイツにおける強姦 (en:Rape during the occupation of Germany) の被害者となり、心身ともに後遺症を得、1983年に同じ病に苦しむ人のための支援団体Kuratorium ZNSを設立した。コールが首相就任でベルリン移住後はボンで暮らす。語学が堪能で、外国語が話せないコールをよく助けた。ペニシリン投与を受けたことが原因とみられる光に対するアレルギーを発症し、2001年に過剰服薬で自殺した。
長男のヴァルター（Walter Kohl, 1963年 - ）は金融アナリストで、最初の妻は経済学者のクリスティーネ・フォルクマン (Christine Volkmann) 。母親の死後離婚し、韓国人女性と再婚した。2005年に妻と韓独の自動車関連サプライヤー Kohl & Hwang社を設立（Hwangは妻の旧姓、2018年に韓国投資家に売却）。自伝を含む何冊かの著書がある。
次男のペーター（Peter Kohl, 1965年 - ）は投資銀行を経て、バイオテック関連会社などを共同起業した実業家。早くから英仏で学び、マサチューセッツ工科大学、ウィーン大学の学位を持つ。2001年にMITで知り合ったトルコ人女性Elif Sözen-Kohlと結婚。妻の父はイスタンブールで金属事業を手掛ける富豪。2002年には前年自殺した母ハンネローレの伝記を出版して話題を呼んだ。
後妻のマイケ（Maike Kohl-Richter, 1964年 - ）は2008年に34歳年上のコールと結婚した。マイケはルートヴィヒ・マクシミリアン大学ミュンヘンで経済学の博士号を持ち、連邦首相府でスピーチライターの経験を持つ人物で、コールが被災した2004年のスマトラ津波にマイケも遭っている。結婚当時コールは施設で車椅子生活を送り、口もきけなかったとも言われ、前妻の子供たちから財産相続を巡って告発されている。

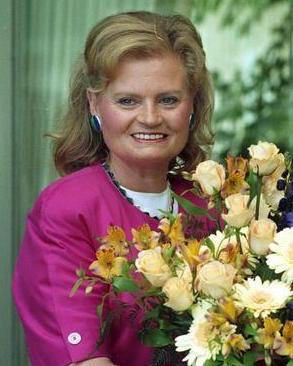
先妻
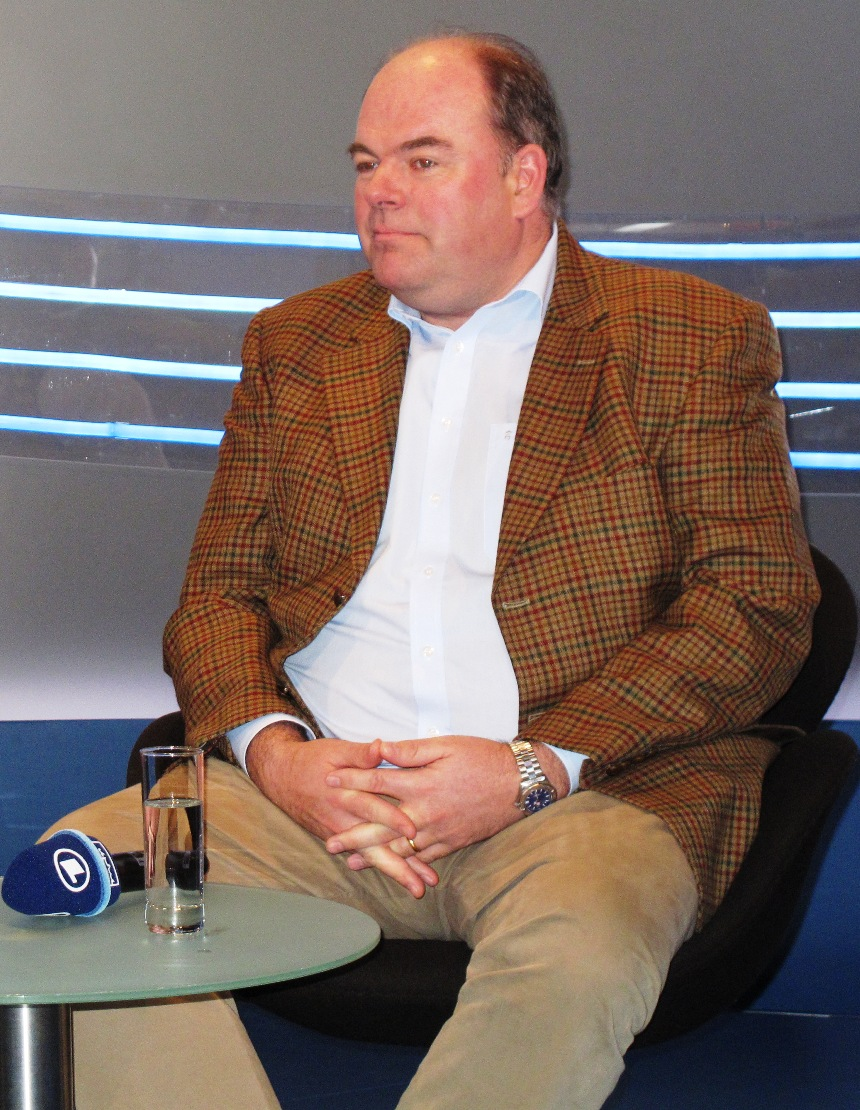
長男
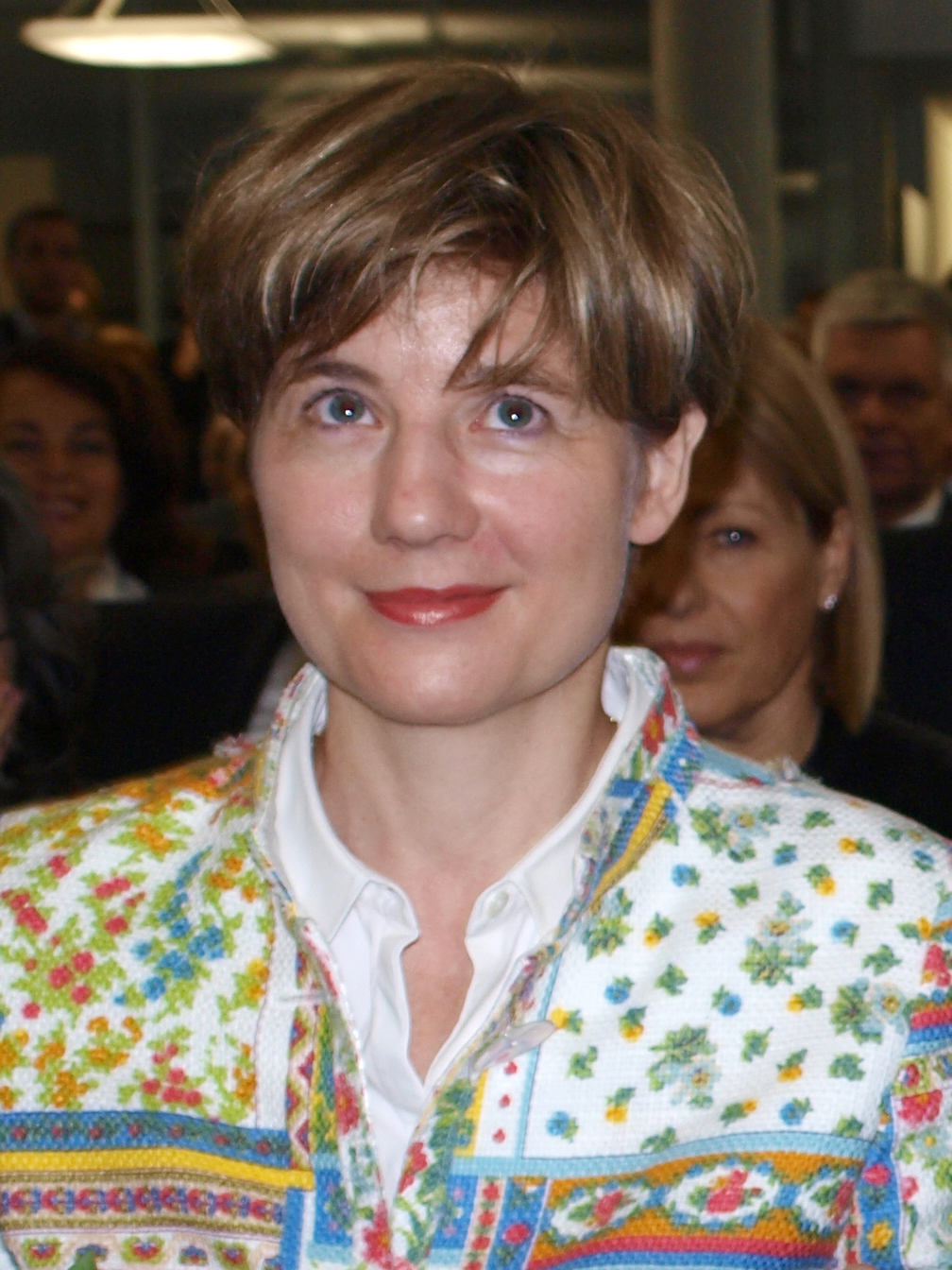
後妻